# Гевара, Педро
Педро Гевара (исп. Pedro Guevara), (7 июня 1989 Масатлан, Синалоа, Мексика) — мексиканский боксёр-профессионал, выступающий в первой наилегчайшей (Light flyweight) (до 49,0 кг) весовой категории. Чемпион мира в первом наилегчайшем весе (по версии WBC, 2014—н. в.).

## Профессиональная карьера
Педро Гевара дебютировал на профессиональном ринге в 2008 году в наилегчайшей весовой категории.
В 2012 году в бою за титул чемпиона мира по версии IBF в весовой категории до 49 кг, Гевара встретился с чемпионом, филиппинцем, Джонриэлем Касимеро. Касимеро победил раздельным решением судей, и нанёс Геваре первое поражение в карьере.
В 2013 году Гевара победил двух бывших чемпионом мира, мексиканцев Рауля Гарсию и Марио Родригеса.
30 декабря 2014 года в бою за вакантный титул чемпиона мира по версии WBC, Гевара нокаутировал японца, Акиру Яэгаси и стал новым чемпионом мира.